# Crisis bancaria de 2009 en Venezuela
La crisis bancaria de 2009-2010 ocurrió en Venezuela cuando el gobierno se hizo cargo de varios bancos de Venezuela, luego de "la revelación de que varios bancos propiedad de partidarios de Hugo Chávez estaban en problemas financieros después de participar en prácticas comerciales cuestionables. Algunos estaban gravemente descapitalizados, otros aparentemente estaban prestando grandes sumas de dinero a altos ejecutivos, y al menos un financista no pudo probar de dónde sacó el dinero para comprar sus bancos en primer lugar". Entre noviembre y diciembre de 2009 se intervinieron 7 bancos, que representan alrededor del 12 % del total de depósitos.
En 2010 se tomaron más bancos. El gobierno arrestó al menos a 16 banqueros y emitió más de 40 órdenes de arresto relacionadas con la corrupción para otras personas que habían huido del país. Todos estaban relacionados con la compra y venta de las notas estructuradas que colocó a la venta el gobierno, respaldados por los bonos BONDEN2015 de la deuda pública Argentina al hacer uso de las casas de cambio de dólar paralelo en la frontera con Colombia.

## Antecedentes

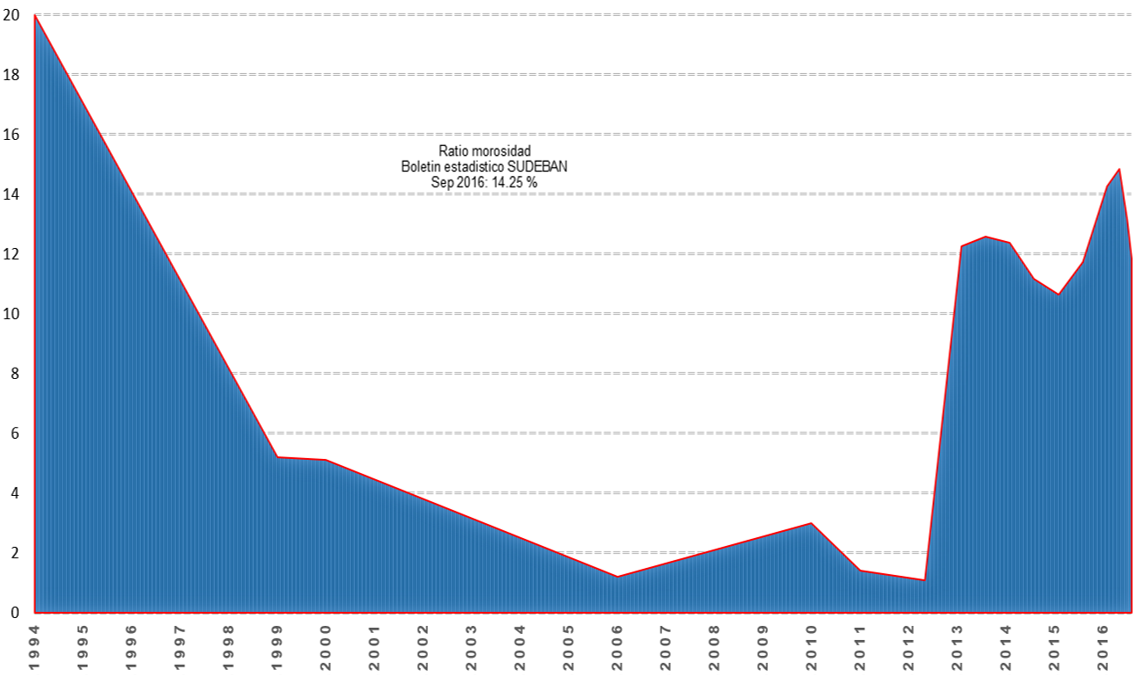
Evolución del ratio de morosidad bancaria según Boletín estadístico de la Superintendencia de las Instituciones del Sector Bancario de Venezuela

En mayo de 2005, el ministro Nelson Merentes incursionó en la compra de bonos de la deuda Argentina de 100 millones de dólares, en junio compró 200 millones de dólares y en julio otros 200 millones de dólares, "que le había arrojado hasta ahora un beneficio de 15 millones de dólares para Venezuela", señaló Merentes y se disponía a comprar para noviembre otros 500 millones de dólares en papeles de la deuda argentina con vencimiento al año 2012, con un rendimiento al 9.5 % anual y un descuento del 20 % de su valor, acumulando así ese año en la compra de unos 1000 millones de dólares en bonos de la deuda Argentina, bonos que a nivel mundial nadie quería comprar por la situación inestable que pasaba la economía Argentina, habiéndose aprobado en julio de ese año el inicio del FONDEN. Los principales bancos del país no aceptaban invertir en dichos bonos (sin embargo banqueros amigos del gobierno si se arriesgaron).
El 8 de febrero de 2007, Eligio Cedeño presidente del Grupo Financiero Bolívar-Banpro se presentó voluntariamente y fue detenido por autoridades venezolanas acusado de tres delitos: contrabando por simulación de importación, distracción de recursos bancarios, y por obtención de dólares de modo fraudulento. Es detenido y acusado de complicidad, transcurrido dos años y 10 meses sin pruebas por parte de la fiscalía, el Grupo de Trabajo sobre Detención Arbitraria de la Organización de las Naciones Unidas calificó su detención como de "carácter arbitraria". Así como este caso, hubo muchos importadores que obtenían falsamente dólares preferenciales que el gobierno retuvo el trámite como fue el caso de Alex Saab, sin embargo, la senadora colombiana Piedad Córdoba, actuó como facilitadora para descongelar un monto millonario en un banco venezolano y de algunos otros empresarios colombianos.
En julio de 2008, el ministro de finanzas habiendo colocado del FONDEN unos 3000 millones de dólares entre bonos y notas estructuradas y de acuerdo a las leyes legislativas que prohíbe a los bancos tener posiciones con garantía en divisas por un monto superior a 30 % del patrimonio, que de acuerdo a la reforma a la Ley de Bancos venezolana, se encargó de comprar deuda de alto riesgo de terceros países; pidió a los bancos a deshacerse de los bonos argentinos, para poner un poco de orden en su mercado financiero. Implementó un cronograma por el que, de aquí a fines de septiembre, semanalmente ofrecerá 100 millones de dólares en bonos argentinos a los bancos venezolanos. Para el momento de la intervención en 2009 algunos bancos se encontraban insolventes.

## Inicio en 2009

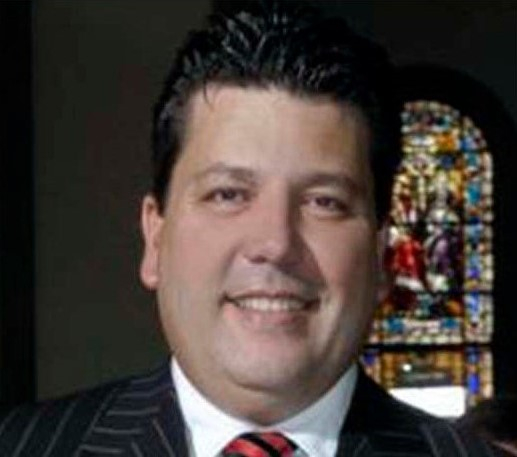
Ricardo Fernández Barrueco

Para la época muchos bancos y empresarios estaban haciendo mal uso del sistema cambiario CADIVI teniendo la oportunidad de ruletear grandes sumas de dinero entre el sistema bancario y el mercado negro, aprovechando las buenas relaciones con funcionarios del gobierno, entre ellos destacan Raúl Gorrín, Alex Saab, Piedad Córdoba y Alejandro Andrade. En septiembre y octubre de 2009, Ricardo Fernández Barrueco había liderado a un grupo de inversionistas para hacerse cargo de 4 bancos: Banco Canarias de Venezuela, Banco Confederado, Bolívar Banco y BanPro, que en conjunto representaban el 5,7 % del sector bancario de Venezuela. A fines de 2009, Fernández fue arrestado en Venezuela por una variedad de cargos, incluida la apropiación indebida de fondos, en relación con la adquisición por problemas de liquidez de los 4 bancos adquiridos por Fernández.

La crisis vio la renuncia en diciembre de 2009 de un ministro de gobierno, Jesse Chacón, tras el arresto de su hermano Arné Chacón en relación con un escándalo de corrupción bancaria. para ese mes fueron siete instituciones afectadas los bancos Canarias, Pro Vivienda, Bolívar y Confederado, tres días después fueron cerrados  Central Banco Universal, Banco Real y Baninvest, Dijo en entrevistas con los medios:
"Llamé al presidente y le dije que en estas condiciones preferiría renunciar para que no hubiera dudas sobre nuestra transparencia en esta investigación".
El Banco Bicentenario se creó a fines de 2009 mediante la fusión con el banco estatal Banfoandes de 3 bancos (Bolívar, Central y Confederado) nacionalizados como resultado de la crisis bancaria de 2009. El nuevo banco tiene alrededor del 20 % de los depósitos bancarios venezolanos. A principios de año, el gobierno ya se había visto obligado a tomar el control de Stanford Bank Venezuela, además de encontrarse con una crisis de corrupción en el estatal Banco Industrial de Venezuela que vio al expresidente de este último arrestado por cargos de corrupción.

## Año 2010

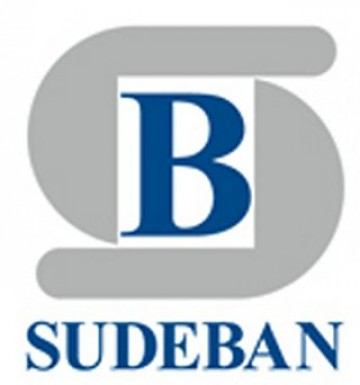
Logo de la Sudeban

El 18 de enero de 2010, la Superintendencia de las Instituciones del Sector Bancario de Venezuela ordenó intervenir el Banco Casa Propia Entidad de Ahorro y Préstamo. Esta institución fue liquidada el 14 de julio de 2011 y luego, absorbida por el Banco del Tesoro.
En junio de 2010, el Banco Federal, el undécimo banco más grande del país, con depósitos de 7660 millones de bolívares, o el 2,82 % del total de depósitos en el sistema bancario, fue tomado por el regulador bancario de Venezuela, después de que no cumplió con la reserva mínima, requisitos y cuotas de inversión. Le habían dicho que ampliara su base de capital en 1500 millones de bolívares (alrededor de 350 millones de dólares) y solo había recaudado 100 millones de bolívares. Al menos otros 12 bancos han sido tomados desde noviembre de 2009 después de la especulación sobre la insolvencia bancaria.
La jueza María Lourdes Afiuni, a cargo del tribunal 31, puso fin a la prisión preventiva de Eligio Cedeño que minutos después le traería problemas convirtiéndose en un caso político, era uno de los primeros banqueros detenidos involucrados en delitos contra el sistema económico de control cambiario controlado por CADIVI y aplicado por el gobierno a partir de febrero del 2003 que se prolongaría hasta mayo del 2019 momento que se eliminó el control de cambio.

## Efectos económicos y sociales
- Estado venezolano asume las perdidas de los bancos carentes de solvencia con el respaldo de bonos y notas estructuradas de alto riesgo. La legislación venezolana prohíbe a los bancos tener posiciones con garantía en divisas por un monto superior a 30 % del patrimonio.[10]
- Un gran número de venezolanos ahorristas y empresas que tienen grandes depósitos en los bancos Canarias y Pro Vivienda debido a la "gravedad de su situación" son liquidados y solo pueden retirar hasta 10 000 bolívares (unos 4651 dólares), que es el monto garantizado por el Estado a través del Fondo de Garantías de Depósitos (FOGADE). Los montos por encima del límite no tienen garantía de su devolución.[1]
- Detienen unos cuantos funcionarios y banqueros otros huyen del país.[3]